# Aepocerus punctipennis
Aepocerus punctipennis är en stekelart som beskrevs av Mayr 1885. Aepocerus punctipennis ingår i släktet Aepocerus och familjen fikonsteklar. Inga underarter finns listade i Catalogue of Life.